# Korzeniowiec jodłowy

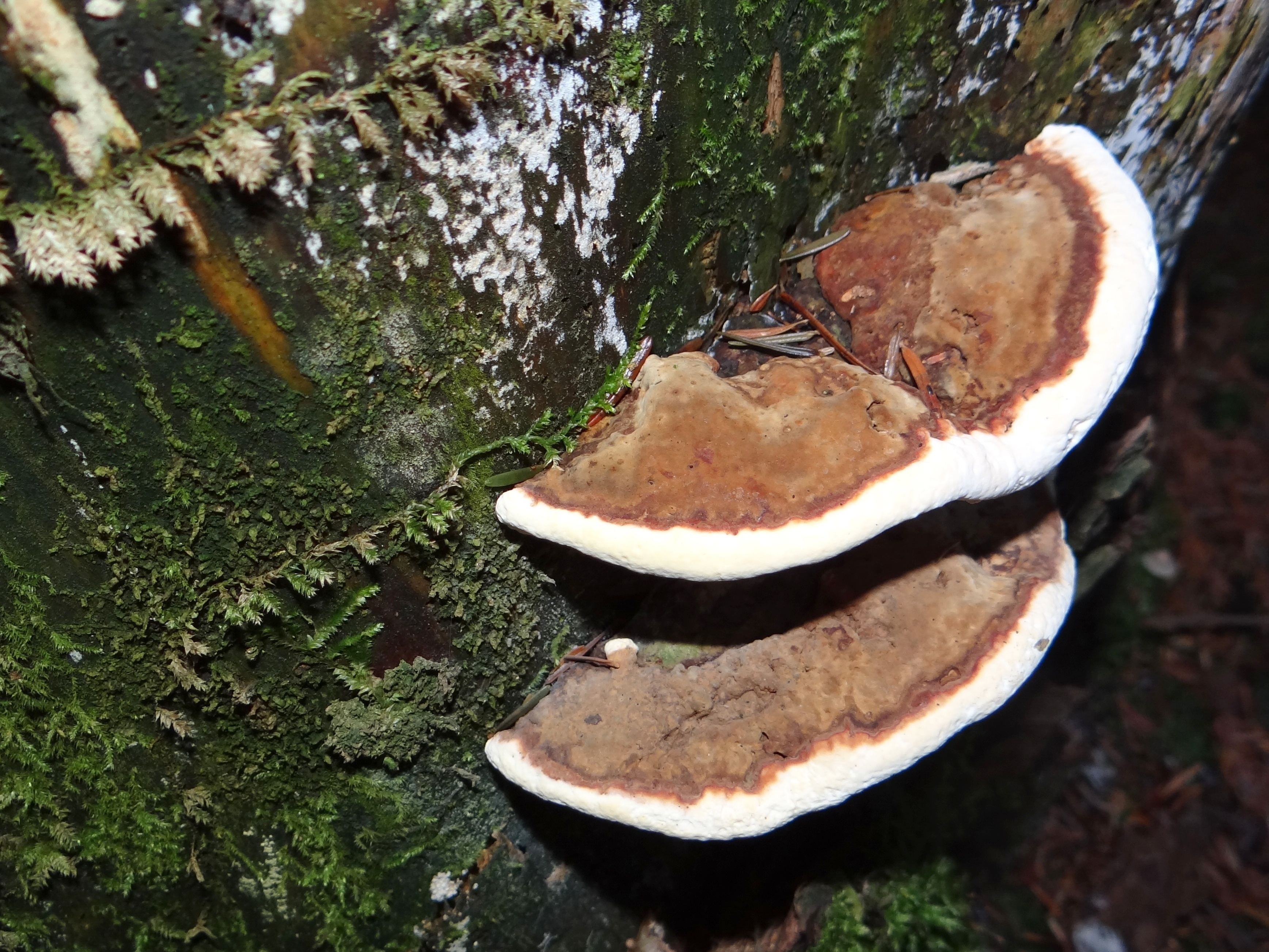

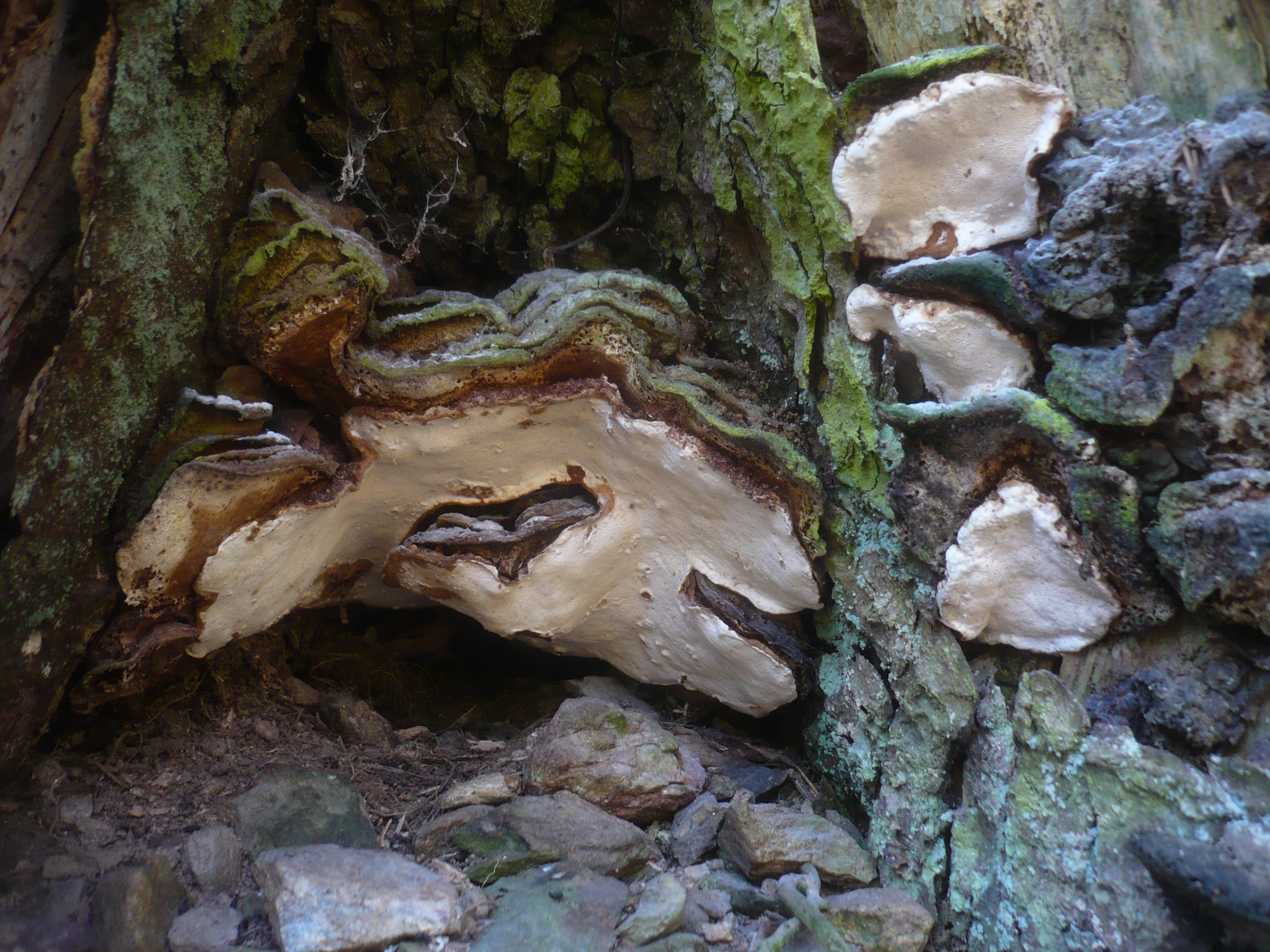

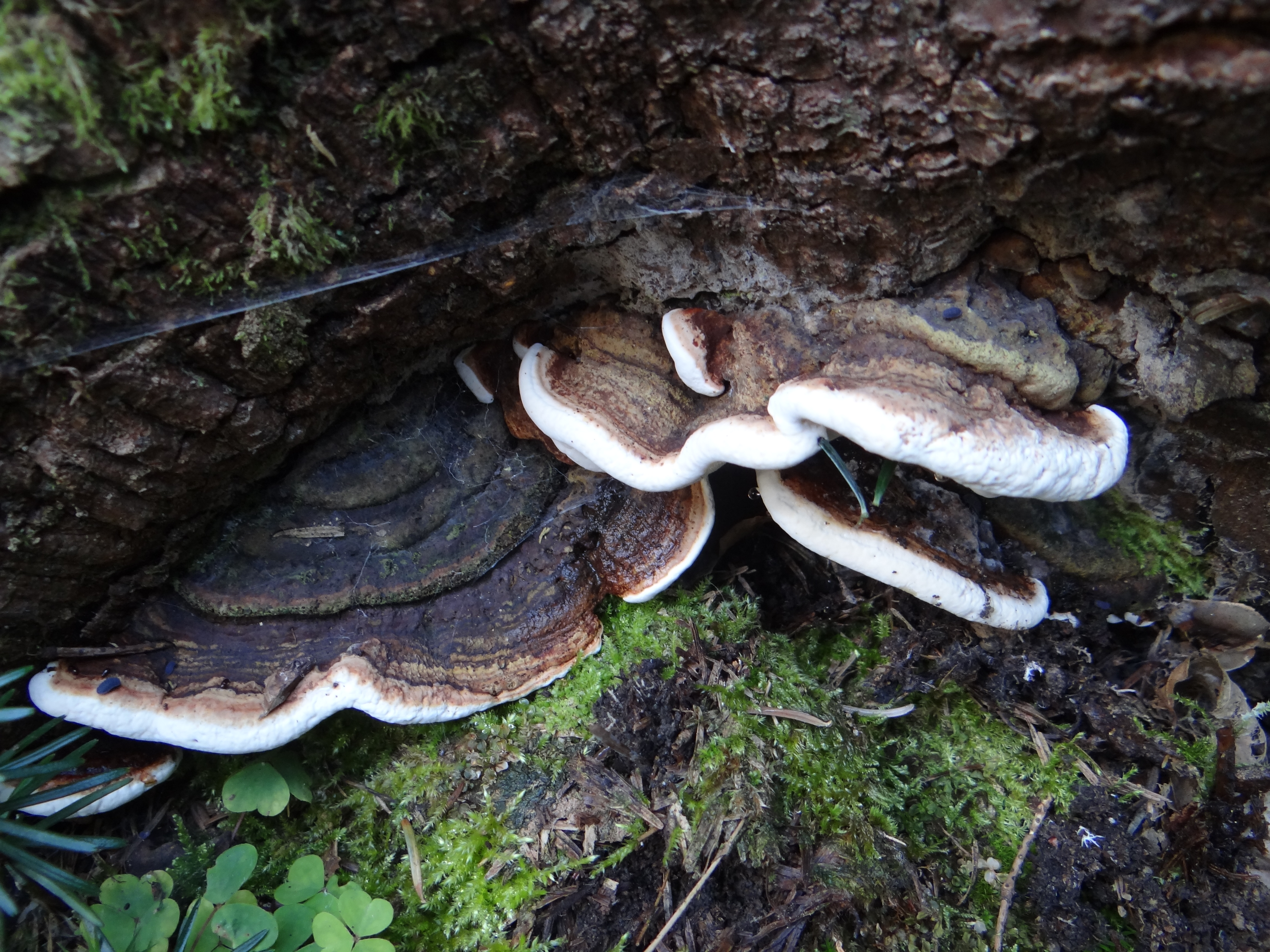

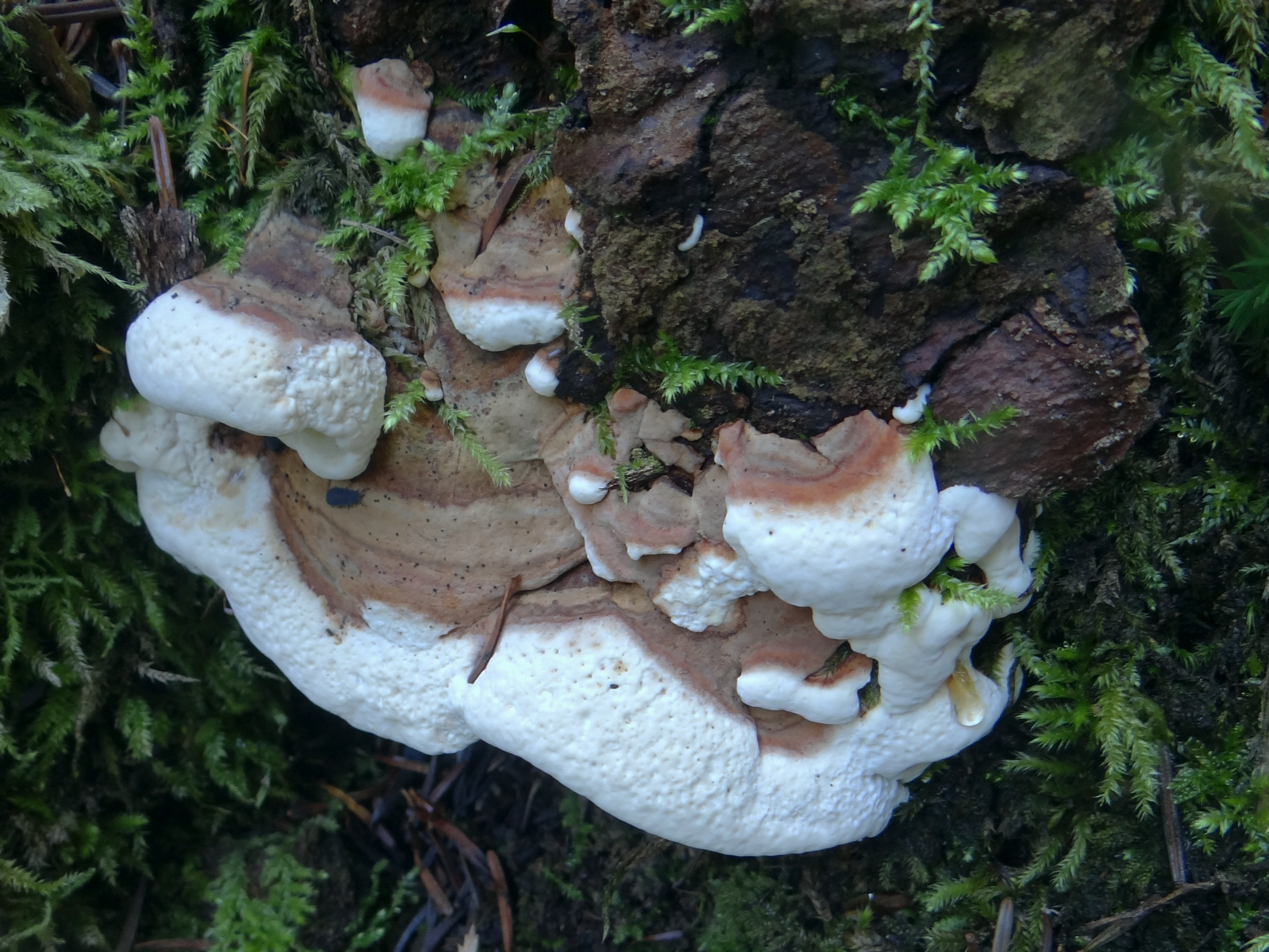

Korzeniowiec jodłowy (Heterobasidion abietinum (Niemelä & Korhonen) – gatunek grzybów z rodziny jodłownicowatych (Bondarzewiaceae).

## Systematyka i nazewnictwo
Pozycja w klasyfikacji według Index Fungorum: Heterobasidion, Bondarzewiaceae, Russulales, Incertae sedis, Agaricomycetes, Agaricomycotina, Basidiomycota, Fungi.
Nazwę polską podał Władysław Wojewoda w 1999 r. 

## Morfologia
Owocnik
Wieloletni, trwały, o kształcie półeczkowatym, rozpostarto-odgiętym lub nieregularnym, rzadko konsolowatym. Do podłoża przyrasta bokiem lub podstawą. Owocniki wyrastają pojedynczo lub po kilka, i wówczas mogą się zrastać nasadami. Brzeg owocnika biały lub żółtawy, nierówny, faliście powyginany. Korzeniowiec jodłowy tworzy najgrubsze owocniki wśród wszystkich trzech gatunków korzeniowca występujących w Polsce. Średnica 5–10 cm, kolor czerwonobrązowy do ciemnoczerwonobrązowego, w części środkowej także czarnobrązowy. Powierzchnia matowa, tworząca cienką skorupkę, często pomarszczona i guzkowato nierówna.
Rurki
Białe lub kremowe, u starszych okazów brunatne. Mają długość 2–5, wyjątkowo do 8 mm, u starszych okazów tworzą kilka warstw. Pory nieregularne, okrągłe, owalne, wydłużone lub powyginane, o średnicy 0,2–0,6 mm.
Miąższ
Grubość 0,5–3 cm, w kolorze jasnego drewna, łykowato-korkowaty. Zapach grzybowy.
Wysyp zarodników
Biały lub białokremowy, nieamyloidalny. Zarodniki okrągławe lub w kształcie łezki, drobno kropkowane, o średnicy 4,2–5,5 x 3,4–4 μm.

## Występowanie i siedlisko
W piśmiennictwie mykologicznym podawane są stanowiska tego gatunku na obszarze Polski w Ojcowskim Parku Narodowym, Beskidzie Makowskim i Beskidzie Żywieckim, gatunek ten jednak jest dość pospolity i występuje również w innych regionach.
Występuje w lasach iglastych i mieszanych, zarówno na martwym drewnie, jak i na żywych drzewach. Rośnie głównie na jodle, rzadko na świerku i sporadycznie na modrzewiu. Owocniki wyrastają nisko – w przyziemnej części pni, na szyjkach korzeniowych drzew lub na wystających ponad ziemię korzeniach. Obecność owocników świadczy o bardzo już zaawansowanym spróchnieniu drzewa. Zazwyczaj owocniki powstają już po śmierci drzewa, tylko na siedliskach żyznych wytwarzane są jeszcze na żywych drzewach, zawsze jednak ich pojawienie się oznacza nieuchronne obumarcie drzewa. W siedliskach ubogich owocniki wytwarzane są rzadko, grzybnia korzeniowca rozwija się jednak w drewnie powodując jego próchnienie.

## Znaczenie
Groźny pasożyt i saprotrof powodujący intensywną zgniliznę pstrą (zgniliznę białą jamkowatą). Przez leśników uważany jest za jednego z najgroźniejszych grzybów. Zaatakowane przez niego pnie drzew próchnieją na wysokość nawet kilkunastu metrów. Zakażenie następuje poprzez rany w drzewie lub kontakt korzenia zdrowego z chorym. Zarodniki korzeniowca mogą wnikać przez rany poziome na korzeniach lub na pniakach. U świerka zaatakowanego przez korzeniowca twardziel przebarwia się na fioletowoczerwono, później na bladobrunatno, u jodły zmienia kolor na czerwony lub purpurowoczerwony. Oddzielają się od siebie słoje przyrostów rocznych, w drewnie pojawia się wiele wydłużonych jamek wypełnionych białą celulozą. Drewno próchnieje; kruszy się zamieniając się w bezkształtną masę, a wewnątrz pnia powstaje pusty otwór.

## Zwalczanie
Porażonych drzew nie można już uratować, stosuje się jedynie zapobieganie. Najskuteczniejszą metodą w silnie porażonych drzewostanach jest ich przebudowa – wprowadzenie gatunków odpornych. Korzeniowiec często rozwija się na pniakach, świeża i pozioma powierzchnia cięcia (czoło pniaków) stanowi łatwe wrota dla zakażeń. W celach zapobiegawczych stosuje się pokrywanie czoła pniaków preparatami chemicznymi (np. mocznikiem), okorowywanie lub usuwanie pniaków. Skuteczna jest też metoda biologiczna polegająca na pokrywaniu czoła pniaków bioprepratem sporządzonym z grzybni żylicy olbrzymiej (Phlebiopsis gigantea), która jest konkurentem korzeniowców, nie stanowi zaś dla zdrowych drzew zagrożenia.

## Gatunki podobne
W Polsce występują jeszcze dwa inne gatunki korzeniowca: korzeniowiec drobnopory (Heterobasidion parviporum) rozwijający się głównie na świerku, rzadko na jodle, oraz korzeniowiec wieloletni (Heterobasidion annosum) rozwijający się na wielu gatunkach drzew iglastych i na niektórych drzewach liściastych. Podobna jest także jamczatka rzędowa (Antrodia serialis), ale ma jaśniejsze, żółtawe owocniki.